# Poladlı (Tərtər)
Poladlı è un comune dell'Azerbaigian situato nel distretto di Tərtər. Conta una popolazione di 441 abitanti.